# Vuelo 241 de PMTair
El 25 de junio de 2007, el vuelo 241 de PMTair (U4 241) se estrelló al suroeste de Camboya, al noreste de la montaña de Bukor en la provincia de Kompot. Las 22 personas a bordo —la mayoría de ellos surcoreanos— resultaron fallecidas.